# サント・クロチルド聖堂
サント・クロチルド聖堂（もしくはサント・クロチルド教会、フランス語：La Basilique Sainte-Clotilde et Sainte-Valère）は、パリ7区に建立された教会建築である。

## 沿革
1827年にパリ市議会によって建造が議決され、1846年にフランツ・クリスティアン・ガウによって設計・着工されたが、ガウの死後はテオドール・バリューに事業が引き継がれた。1857年竣工。モルロ枢機卿によって同年11月30日に開かれた。教会堂は聖女クロチルドと、リモージュの処女こと殉教者ヴァレリーに奉献されている。
1897年にクローヴィス（后妃がクロチルド）の受洗1400年を記念して、レオ13世によってバシリカ小聖堂に昇格された。

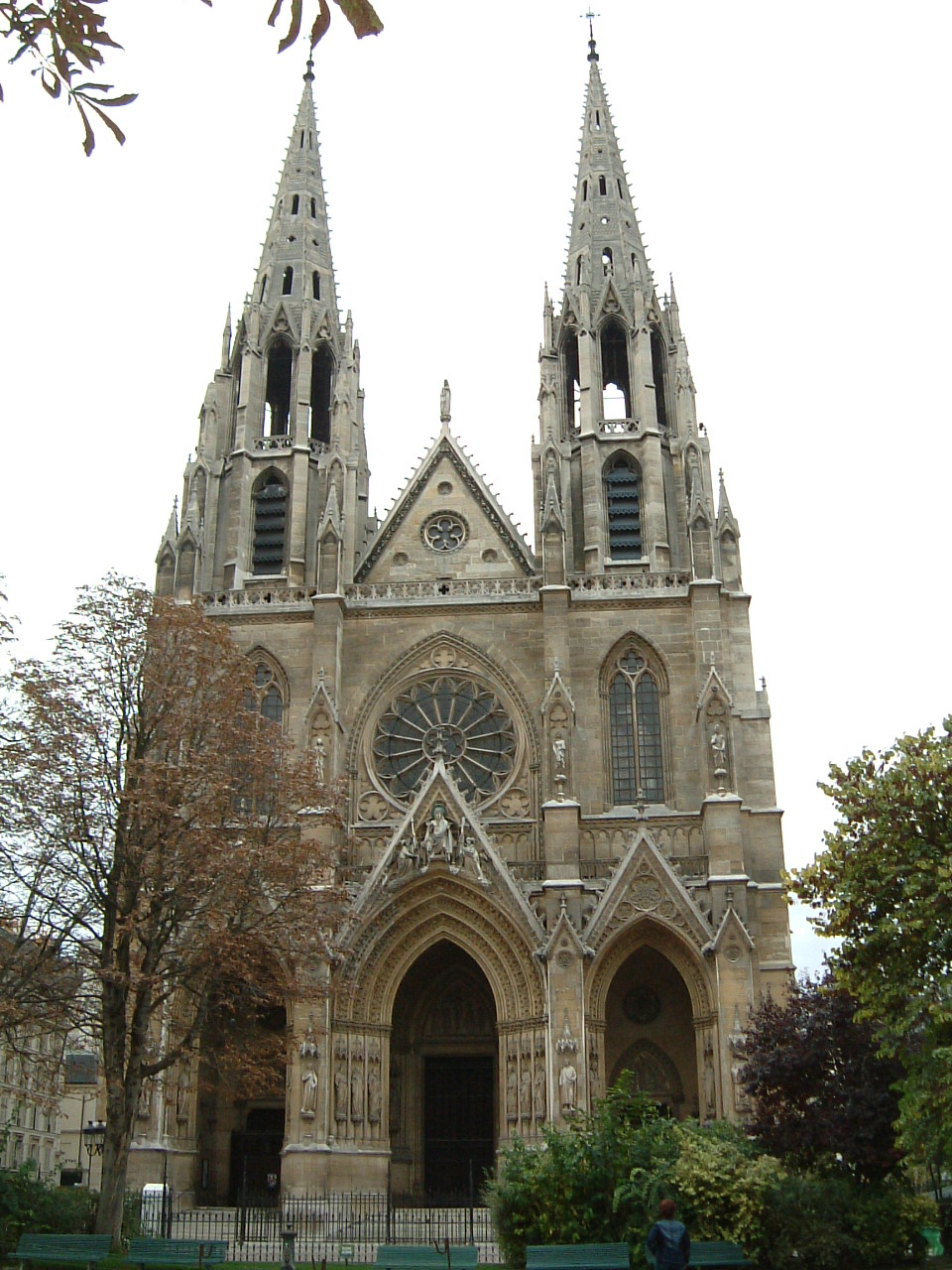
サント・クロチルド聖堂

この美しい、やや冷厳としたネオゴチック様式のバシリカは、高さ69メートルの2つの尖塔が聳え立っている。
内装は晴れやかで荘厳である。とはいえ、美しいステンドグラス（19世紀の名工ティボーの薔薇窓）やルヌヴーの絵画《聖処女の礼拝》、プラディエやデュレの彫刻《十字架の道》に加えて、聖女ヴァレリー（の回心、死刑宣告と斬首、聖マルシアルへの顕現）を描いたウジェーヌ・ギヨームの彫刻が見える。
2007年にグルジア人彫刻家・金銀細工師のグジによって、新たに大祭壇が制作され、設置された。
この建築物はサミュエル・ルソー庭園を高く見下ろしており、マロニエやエンジュ、セイヨウハナズオウを眺めることができる。

## 歴代オルガニスト
カヴァイエ＝コルにより設計・建造された有名なパイプオルガンが聖堂内に設置されており、名だたる作曲家が教会オルガニストを務めてきた。歴代の著名なオルガニストは以下のとおりである（カッコ内は在任期間をあらわす）。
- セザール・フランク （1859年－1890年）
- ガブリエル・ピエルネ （1890年－1898年）
- シャルル・トゥルヌミール （1898年－1939年）
- ジョゼフ＝エルマン・ボナル
- ジャン・ラングレー （1945年－1987年）
- ピエール・コジャン （1987年－1993年）
- ジャック・タデイ （1987年－2012年）
- オリヴィエ・ペニン （2012年－　）